# 與謝蕪村
與謝蕪村（1716年—1784年1月17日）是日本江戶時代中期的俳人、畫家。
本姓谷口或谷。號「蕪村」，名信章。通稱寅。俳號蕪村以外還有「宰鳥」、「夜半亭（二世）」、畫號有「春星」、「謝寅」等許多名號。

## 經歷

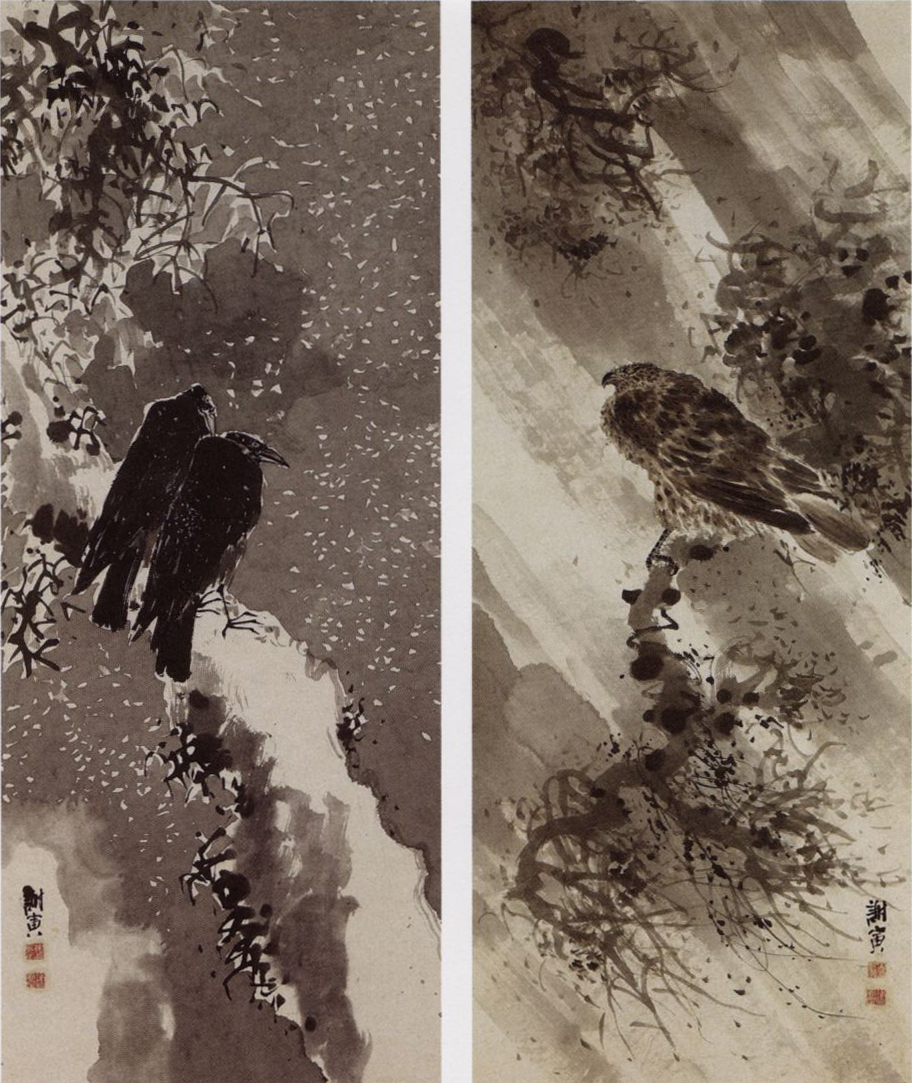
与谢芜村画作

享保元年（1716年），攝津國東成郡毛馬村（今 大阪府大阪市都島區毛馬町）出生。早年向早野巴人学习俳谐。寬保2年（1742年），27歲之時，早野巴人去世，与谢芜村因崇拜松尾芭蕉，追隨其足跡周遊東北地方。之後遊歷丹後（今 京都府北部）、讚岐（今 香川縣）等，42歲之時，定居京都，以画画为业。
与谢芜村逐渐形成独特的画风，与池大雅并称文人画家。1771年与池大雅合作《十便十宜帖》，成为日本文人画代表作。与谢芜村创作过大量优美浪漫的俳句，被誉为天明时期俳谐中兴的代表作家。晚年所作《春风马堤曲》被认为是明治时代新体诗的先声。且结合俳谐与绘画，作过多幅俳画。天明3年（1784年），在京都病没。

## 繪畫

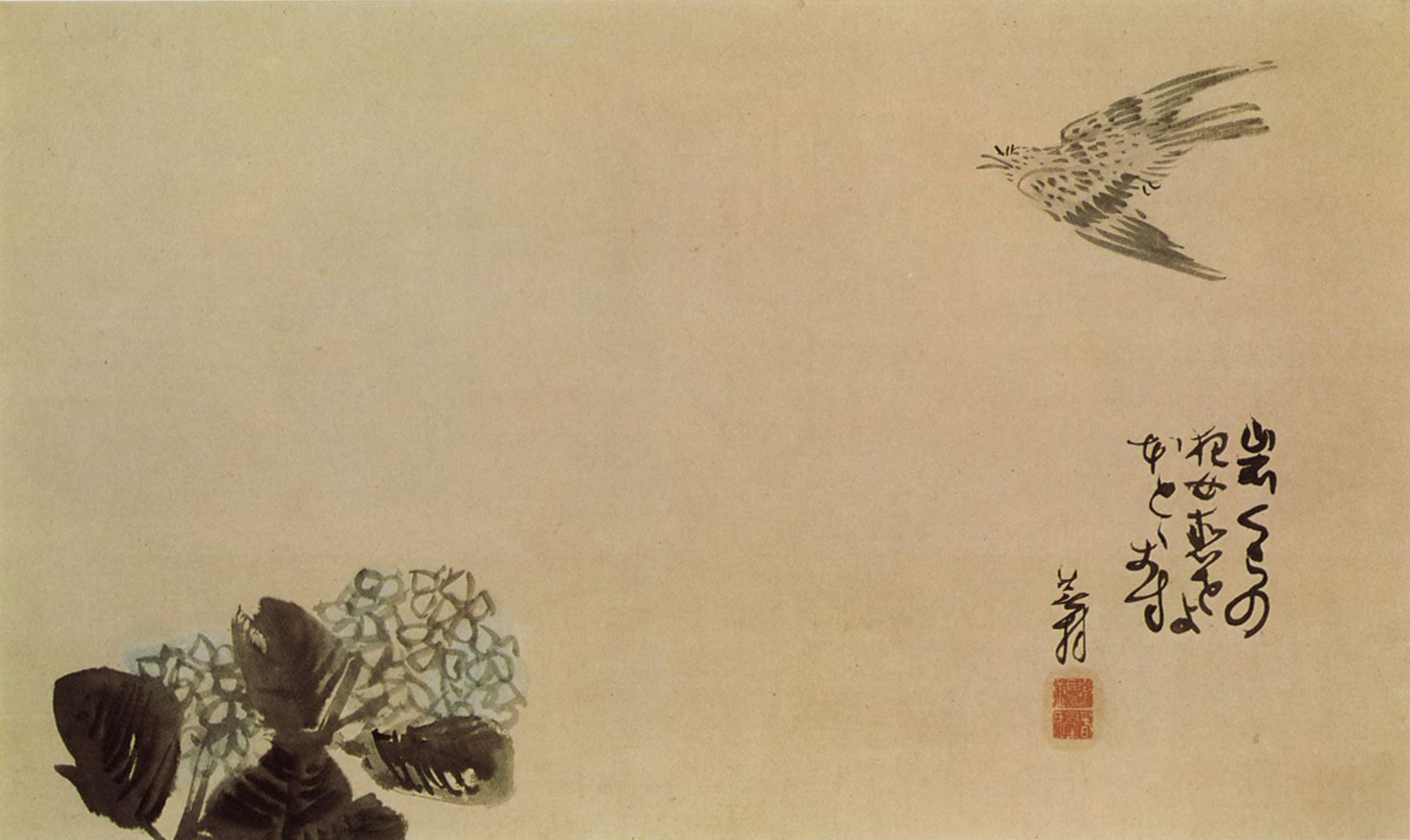
与谢芜村俳画

- 山水圖（出光美術館）六曲一双 重要文化財　1763年
- 十便十宜圖（川端康成記念会）畫帖 國寶　1771年
- 紅白梅圖（角屋もてなしの文化美術館）襖4面、四曲屏風一隻 重要文化財
- 蘇鐵圖（香川・妙法寺）四曲屏風一双（もと襖） 重要文化財
- 山野行樂圖（東京國立博物館）六曲一双 重要文化財
- 竹溪訪隠圖（個人藏）掛幅 重要文化財
- 奧之細道圖巻（京都國立博物館）巻子本2巻 重要文化財　1778年
- 野ざらし紀行圖（個人藏）六曲一隻 重要文化財
- 奧之細道圖屏風（山形美術館）六曲一隻 重要文化財　1779年
- 奧之細道畫巻（逸翁美術館）巻子本2巻 重要文化財　1779年
- 新綠杜鵑圖（文化庁）掛幅 重要文化財
- 竹林茅屋・柳蔭騎路圖（個人藏）六曲一双 重要文化財
- 春光晴雨圖（個人藏）掛幅 重要文化財
- 鳶烏圖（北村美術館）掛幅（双幅） 重要文化財
- 峨嵋露頂圖（法人藏）巻子 重要文化財
- 夜色樓台圖（個人藏）掛幅 國寶
- 富嶽列松圖（愛知縣美術館）掛幅 重要文化財
- 柳堤渡水・丘邊行樂圖（波士頓美術館）六曲一双 紙本墨畫淡彩

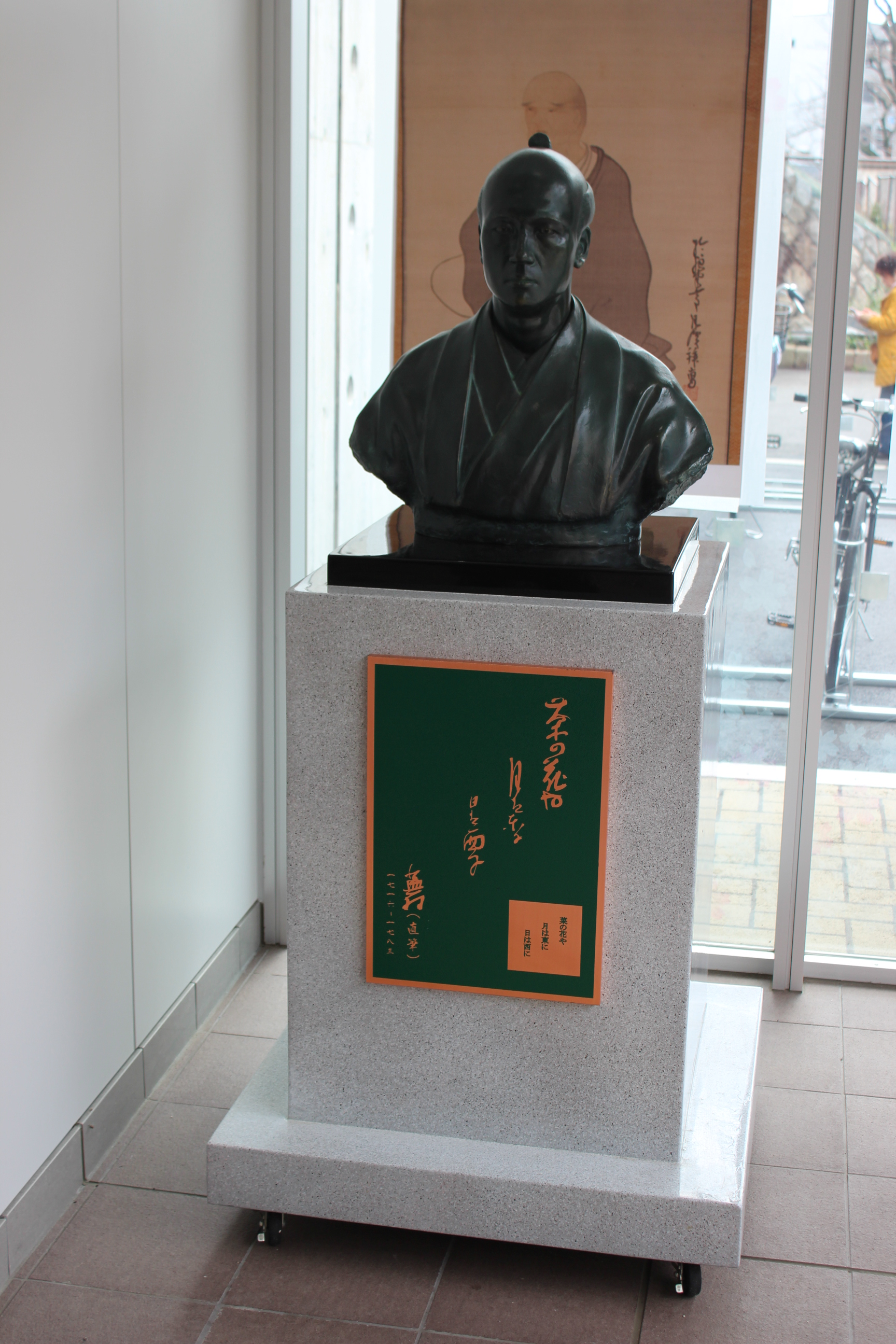
城北公園通車站站內設的與謝蕪村像

## 紀念
JR西日本大阪東線城北公園通車站（城北公園通駅）的西出口命名為「蕪村口」，車站柱子及紀念章刻有「蕪村生誕之地」，並在站內設有蕪村像做為紀念。

## 關連項目
- 俳人
- 文人畫
- 彭城百川
- 松村吳春
- 圓山應舉
- 上田秋成
- 岡田利兵衞、柿衞文庫

## 外部連結
- 逸翁美術館 （页面存档备份，存于）
- 山形美術館

1. ↑  . 朝日新聞Digital.   [2019-03-14]. （原始内容存档于2020-07-27） （日语）.